# 北島新平
北島 新平（きたじま しんぺい、1926年 - 2021年3月）は、日本の童画家、挿絵画家。元日本児童出版美術家連盟会員。

## 経歴
福島県出身。
1944年に長野県へ移住した。その後結婚して下伊那郡木沢村（南信濃村を経て、現在の飯田市）へと移った。
1971年より、画家としての活動に本腰を入れるようになる。
1986年に、挿絵を手掛けた絵本「カンナくずの笛」（作： 中島博男）で第3回アンデルセンのメルヘン大賞の大賞を受賞した。

## 絵本・挿絵
- ちいさこべのふえ（作 和田登、1972年、岩崎書店）
- ものぐさ太郎（作 宮口しづえ、1974年、小峰書店）
- かっぱのかげぼうし（作 清水達也、1974年、岩崎書店）
- ふしぎないけ（文 清水達也、1975年、フレーベル館）
- 木の上のちっちゃな宇宙船（作 和田登、1977年、文研出版）
- つりがねぶちのかっぱたち（1978年、フレーベル館）
- 絵本しっぺい太郎（作 清水達也、1978年、そしえて）
- 家出ねこのなぞ（作 古世古和子、1979年、新日本出版社）
- ランドセルをしょったじぞうさん（作 古世古和子）、1980年、新日本出版社）
- ひかれやしろ（作 清水達也、1981年、金の星社）
- ばんどりだいこ（文 宮下和男、1982年、ポプラ社）
- ごんごろう（1982年、岩崎書店）
- 山のおまつり―地方芸能のはなし（文 横谷輝、1982年、ポプラ社）
- おばあちゃんのゆのみ―陶器のはなし（文 横谷輝、1982年、ポプラ社）
- さるじぞう（作 鈴木喜代春、1985年、ほるぷ出版）
- 日本みんわ絵本のシリーズ かあさんのおめん（作 北島新平、1986年、ほるぷ出版）
- まっ黒なおべんとう（作 児玉辰春、1989年、新日本出版社）
- よっちゃんのビー玉（作 児玉辰春、1990年、新日本出版社）
- てんにがんがんちにどうどう（作 松谷みよ子、1993年、フレーベル館）
- かかしの家（作 古世古和子、1995年、新日本出版社）
- 絵本 よっちゃんのビー玉（文 児玉辰春、1996年、新日本出版社）
- てんりゅう（作 代田昇、1996年、岩崎書店）
- マブニのアンマー おきなわの母（作 赤座憲久、2005年、篠崎書林）

## 画集
- ふるさと伊那谷童画の世界―北島新平作品集 (1983年、郷土出版社)
- 天竜河童: 北島新平画文集（1995年、郷土出版社）
- 楽しい美術かん―北島新平作品集（2006年、おさひめ書房）